# フィクトル・ステーマン
- ビクター・スティーマン

フィクトル・ステーマン（Victor Steeman、2000年6月15日 - 2022年10月11日）は、オランダのモーターサイクル・ロードレースライダー。2018年から2022年までスーパースポーツ300世界選手権に参戦していたが、ポルティマオラウンド・レース1で多重クラッシュに巻き込まれ、亡くなった。

## 経歴
ゼーフェナールで生まれたステーマンは、2018年にスーパースポーツ300世界選手権でデビュー。KTMから参戦し、ポルティマオラウンドで初入賞（15位）。2019年からフル参戦を開始し、ヘレスラウンドではポールポジション、ドニントンラウンドで4位を記録し、ランキング5位で終える。
2020年はドイツIDF選手権SSPクラスに参戦し、アッセンで2レース共優勝し、ランキング5位。2021年にスーパースポーツ300世界選手権に復帰し、チームフロイデンベルグから参戦（マシンはKTM）。モストラウンドで2度目のポールポジションを獲得し、レース1では初優勝を記録し、ランキング10位。
2022年、MTMカワサキに移籍し、アッセンラウンドで4度目のポールポジション、キャリア2勝目を挙げ、シリーズチャンピオンを可能性を残していたが、10月8日に最終戦ポルティマオラウンド・レース1で多重クラッシュに見舞われ、レース2は欠場したものの、シーズン通してポールポジション3回、優勝4回を記録し、キャリアハイとなるランキング2位で終えた。クラッシュに巻き込まれたステーマンは頭部外傷が原因となり、3日後の11日、ファロの病院で死亡が確認された。22歳没。スーパースポーツ300世界選手権での死亡事故は2021年に死去したディーン・ベルタ・ビニャーレスに次ぐ2例目となってしまった。
ステーマンの死から2日後、母親のフローラ・ファン・リンベークが心臓発作により53歳で亡くなった。

## 戦績

### レッドブル MotoGP ルーキーズ・カップ
- 凡例
- ボールド体のレースはポールポジション、イタリック体のレースはファステストラップを記録。

| 年     | 1        | 2       | 3       | 4        | 5       | 6       | 7       | 8       | 9       | 10       | 11     | 12      | 13      | 順位 | ポイント |
| ------ | -------- | ------- | ------- | -------- | ------- | ------- | ------- | ------- | ------- | -------- | ------ | ------- | ------- | ---- | -------- |
| 2016年 | JER1 17  | JER2 20 | ASS1 8  | ASS2 Ret | SAC1 19 | SAC2 16 | RBR1 22 | RBR2 23 | BRN1 16 | BRN2 22  | MIS 19 | ARA1 15 | ARA2 19 | 21位 | 9        |
| 2017年 | JER1 Ret | JER2 12 | ASS1 17 | ASS2 12  | SAC1 23 | SAC2 11 | BRN1 15 | BRN2 9  | RBR1 17 | RBR2 Ret | MIS 12 | ARA1 15 | ARA2 14 | 18位 | 28       |

### スーパースポーツ300世界選手権
- 凡例
- ボールド体のレースはポールポジション、イタリック体のレースはファステストラップを記録。

| 年     | バイク   | 1      | 2      | 3      | 4      | 5     | 6     | 7      | 8       | 9      | 10      | 11      | 12     | 13     | 14     | 15      | 16      | 順位 | ポイント |
| ------ | -------- | ------ | ------ | ------ | ------ | ----- | ----- | ------ | ------- | ------ | ------- | ------- | ------ | ------ | ------ | ------- | ------- | ---- | -------- |
| 2018年 | KTM      | ESP    | NED    | ITA    | GBR    | CZE   | ITA   | POR 15 | FRA Ret |        |         |         |        |        |        |         |         | 36位 | 1        |
| 2019年 | KTM      | ARA 6  | ASS 10 | IMO C  | JER 11 | JER 5 | MIS 5 | DON 4  | POR 10  | FRA 9  | LOS Ret |         |        |        |        |         |         | 5位  | 69       |
| 2021年 | KTM      | SPA 26 | SPA 18 | ITA 14 | ITA 9  | NED 8 | NED 8 | CZE 1  | CZE 4   | FRA 8  | FRA 13  | SPA Ret | SPA 25 | SPA 11 | SPA 19 | POR 29  | POR 14  | 10位 | 81       |
| 2022年 | カワサキ | ARA 4  | ARA 21 | NED 1  | NED 8  | EST 4 | EST 6 | ITA 5  | ITA 3   | CZE 15 | CZE 1   | FRA NC  | FRA 1  | CAT 8  | CAT 1  | POR Ret | POR DNS | 2位  | 180      |